# Balsamering
Balsamering (fra græsk balsamon af semitisk basama (= at dufte) ) er behandling af lig for at undgå forrådnelse.

## Egyptisk balsamering
Balsamering var forbeholdt et laug, der holdt sin teknik hemmelig; men Herodot har alligevel fået så megen information, at han har kunnet beskrive processen. Fattige blev lagt 70 dage i natrum, som måske var natriumklorid, måske natron, men i hvert fald tørrede den døde krop ud før begravelse. Fremgangsmåden ved velstående egyptere begyndte med, at man fjernede hjerne. Med hammer og mejsel trængte man ind gennem næseborene. En lang krog blev stukket ind og rørte rundt i hjernen. Når hovedet så blev lagt over på siden, løb hjernemassen ud. I en mumie, opbevaret i Zagreb, fandt man ved CT-scanning i 2008 et ni cm langt stykke af en type stilk eller stængel i hjernen. Redskabet var åbenbart knækket i processen med at få kvindens hjerne ud, og  forklarer, hvorfor man normalt anvendte hjælpemidler af metal til det brug.
Dernæst skar man et snit over venstre hoftekam. Herigennem blev lever, tarme, lunger og mavesæk hentet ud. De blev skyllet med vin, renset med røgelse og lagt i separate urner, kaldt kanoper. Hjertet blev ikke rørt. Den dødes mave blev fyldt med revet myrra, bark fra kassia (der minder om kanel) og andre velduftende stoffer. Så blev kroppen syet sammen og lagt i natrum i 70 dage. Derefter blev den vasket og viklet ind i linnedstrimler. Som ekstra beskyttelse blev liget i sit hylster af linned påsmurt oljer og voks over det hele. Efter flere tusinde år danner disse stoffer et hårdt, sort lag, der ofte fejlagtigt blev taget for at være asfalt – hvoraf ordet "mumie", der netop betyder "asfalt" på persisk. 
For mindre velstående egyptere blev der sprøjtet cedertræsolje ind i endetarmen, til bughulen var fyldt. Endetarmen blev så lukket med en prop. Mavesæk og indvolde opløstes gradvis i oljen, proppen blev så fjernet, og alt løb ud, før legemet blev lagt i natrum i 70 dage, til det var udtørret. Karl den Store blev forsøgt balsameret efter den egyptiske metode, hvad der viste sig yderst resursekrævende. 

## Nyere tid
Svend Tveskæg blev balsameret i England før han blev hjemført til Danmark. I Sverige er konger som Gustav Vasa (død i 1560) og Erik 14. (død i 1577) blevet balsameret. Sprit blev taget i brug i 1500-tallet, senere sammen med kviksølvforbindelser, arsenik, terpentin og voks.  Karl 12.s lig blev behandlet med 70 ingredienser. I USA kom balsamering i brug under den amerikanske borgerkrig og praktiseres stadig i nogen grad, som regel ved at formalin og alkohol sprøjtes ind i blodårer og bughule. Ansigtsformen søges bevaret ved injektioner af voks.
Lenin, Stalin, Mao Zedong, Kim Jong Il og Kim Il Sung blev balsameret som en del af personkulten omkring dem. Helt frem til vore dage har balsameringskunsten, der blev anvendt på Lenins lig, skabt en international efterspørgsel efter russiske balsamerere. I 1904 overtog Ola Stua en lille gård i Stuaveien 121 i Nittedal. Ola Stua var leder for en lille kristen forsamling, "Stuamenigheden". Da han døde i 1920'erne, blev han "med alle sine ejendele" bisat i et gravkammer på ejendommen sammen med to kvinder. De tre er balsameret og ligger i gravkammeret i hver sin sarkofag.